# Авгуль, Олег Вячеславович
Оле́г Вячесла́вович Авгуль (бел. Алег Вячаслававіч Авгуль; род. 7 марта 1972) — белорусский футболист, защитник. Сыграл в одном матче за сборную Беларуси.

## Биография

### Клубная карьера
Профессиональная карьера игрока началась в 1992 году в клубе АФВиС-РШВСМ, за который он сыграл 14 матчей во второй лиге. Перед началом следующего сезона перешёл в клуб высшей лиги «Динамо-93», где выступал вплоть до расформирования клуба в 1998 году. В том же году провёл ещё 6 матчей в высшей лиге за «Торпедо» (Минск). Завершил карьеру в 1999 году в составе солигорского «Шахтёра», за который провёл 1 матч. Немногим позднее уехал в Италию заниматься скаутской деятельностью.
Всего за карьеру сыграл 110 матчей и забил 2 гола в высшей лиге Беларуси.
Окончил школу № 57 города Минска в 1990 году и спортивно-педагогический факультет спортивных игр и единоборств БГУФК в 1994 году.

### Карьера в сборной
14 февраля 1996 года провёл свой единственный матч за сборную Беларуси в товарищеской игре со сборной Турции, в которой вышел на замену на 89-й минуте вместо Александра Кульчего.

## Статистика выступлений

### Клубная статистика
| Выступление        | Выступление      | Выступление      | Чемпионат | Чемпионат | Кубки | Кубки | Еврокубки | Еврокубки | Итого | Итого |
| Клуб               | Лига             | Сезон            | Игры      | Голы      | Игры  | Голы  | Игры      | Голы      | Игры  | Голы  |
| ------------------ | ---------------- | ---------------- | --------- | --------- | ----- | ----- | --------- | --------- | ----- | ----- |
| АФВиС-РШВСМ        | Вторая лига      | 1992             | 14        | 0         | 0     | 0     | 0         | 0         | 14    | 0     |
| АФВиС-РШВСМ        | Итого            | Итого            | 14        | 0         | 0     | 0     | 0         | 0         | 14    | 0     |
| Динамо-93          | Высшая лига      | 1992/93          | 4         | 0         | 0     | 0     | 0         | 0         | 4     | 0     |
| Динамо-93          | Высшая лига      | 1993/94          | 10        | 0         | 0     | 0     | 0         | 0         | 10    | 0     |
| Динамо-93          | Высшая лига      | 1994/95          | 19        | 0         | 2     | 0     | 0         | 0         | 21    | 0     |
| Динамо-93          | Высшая лига      | 1995             | 11        | 0         | 2     | 0     | 2         | 0         | 15    | 0     |
| Динамо-93          | Высшая лига      | 1996             | 25        | 2         | 1     | 0     | 4         | 0         | 30    | 2     |
| Динамо-93          | Высшая лига      | 1997             | 27        | 0         | 3     | 0     | 4         | 1         | 34    | 1     |
| Динамо-93          | Итого            | Итого            | 96        | 2         | 8     | 0     | 10        | 1         | 114   | 3     |
| АФВиС-РШВСМ        | Вторая лига      | 1997             | 1         | 0         | 0     | 0     | 0         | 0         | 1     | 0     |
| АФВиС-РШВСМ        | Итого            | Итого            | 1         | 0         | 0     | 0     | 0         | 0         | 1     | 0     |
| Динамо-93          | Высшая лига      | 1998             | 7         | 0         | 2     | 0     | 0         | 0         | 9     | 0     |
| Динамо-93          | Итого            | Итого            | 7         | 0         | 2     | 0     | 0         | 0         | 9     | 0     |
| Торпедо (Минск)    | Высшая лига      | 1998             | 6         | 0         | 1     | 0     | 0         | 0         | 7     | 0     |
| Торпедо (Минск)    | Итого            | Итого            | 6         | 0         | 1     | 0     | 0         | 0         | 7     | 0     |
| → Реал (Минск)     | Вторая лига      | 1998             | 1         | 0         | 0     | 0     | 0         | 0         | 1     | 0     |
| → Реал (Минск)     | Итого            | Итого            | 1         | 0         | 0     | 0     | 0         | 0         | 1     | 0     |
| Шахтёр (Солигорск) | Высшая лига      | 1999             | 1         | 0         | 0     | 0     | 0         | 0         | 1     | 0     |
| Шахтёр (Солигорск) | Итого            | Итого            | 1         | 0         | 0     | 0     | 0         | 0         | 1     | 0     |
| Всего за карьеру   | Всего за карьеру | Всего за карьеру | 126       | 2         | 11    | 0     | 10        | 1         | 147   | 3     |

1. ↑  Кубок Беларуси.
2. ↑  Кубок обладателей кубков, Кубок УЕФА, Кубок Интертото.

Источник:

### Статистика за сборную
| Сборная  | Год   | Матчи | Голы |
| -------- | ----- | ----- | ---- |
| Беларусь | 1996  | 1     | 0    |
| Всего    | Всего | 1     | 0    |

### Список матчей за сборную
| Матчи Олега Авгуля за национальную сборную Беларуси | Матчи Олега Авгуля за национальную сборную Беларуси | Матчи Олега Авгуля за национальную сборную Беларуси | Матчи Олега Авгуля за национальную сборную Беларуси | Матчи Олега Авгуля за национальную сборную Беларуси | Матчи Олега Авгуля за национальную сборную Беларуси | Матчи Олега Авгуля за национальную сборную Беларуси | Матчи Олега Авгуля за национальную сборную Беларуси |
| №                                                   | Дата                                                | Соперник                                            | Счёт                                                | Голы                                                | Карточки                                            | Минуты                                              | Соревнование                                        |
| --------------------------------------------------- | --------------------------------------------------- | --------------------------------------------------- | --------------------------------------------------- | --------------------------------------------------- | --------------------------------------------------- | --------------------------------------------------- | --------------------------------------------------- |
| 1                                                   | 14 февраля 1996                                     | Турция                                              | 2:3                                                 | —                                                   | —                                                   | 89'                                                 | Товарищеский матч                                   |

Итого: 1 матч / 0 голов; 0 побед, 0 ничьих, 1 поражение.